# 1221 w polityce

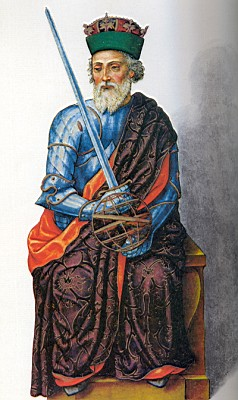
Alfons X Mądry

Wydarzenia polityczne w 1221 roku.

## Wydarzenia
- 26 czerwca pogrom Żydów w Erfurcie[1].
- Muzułmanie wypędzili krzyżowców z Egiptu[2][3][4].

## Urodzili się
- 23 listopada Alfons X Mądry, król Kastylii i Leónu (zm. 1284)[5].

## Zmarli
- 6 sierpnia św. Dominik, założyciel Zakonu Kaznodziejskiejskiego[6][7][8][9].